# چریکه‌ی تارا
چریکه‌ی تارا فیلمی به کارگردانی و نویسندگیِ بهرام بیضایی و ساختهٔ سالِ ۱۳۵۷ و ۱۳۵۸ است. این فیلم پس از انقلابِ ۱۳۵۷ توقیف شد و به نمایشِ عمومی درنیامد. این نخستین فیلمِ توقیفی در ایران پس از انقلابِ ۱۳۵۷ بود.

## داستان
بیوه‌زنی به نامِ تارا (سوسن تسلیمی) همراهِ دو کودکِ خردسالش (گلبهار اسلامی و قربانعلی فلاحی) از ییلاق به کومه‌اش بازمی‌گردد. در راه می‌شنود که پدربزرگش مرده، و در جادهٔ جنگلی به مردی غریب (منوچهر فرید) برمی‌خورد که جامهٔ تاریخی پوشیده و شتابان می‌گذرد. تارا میان میراث پدربزرگ شمشیری می‌یابد که نمی‌داند با آن چه کند. نخست می‌کوشد به جای داس به کارش گیرد؛ اما شمشیر به این کارها نمی‌آید و تارا آن را به رودخانه می‌اندازد. او دوباره مردِ تاریخی را می‌بیند، که سرداری از تبار جنگجویان منقرض‌شده است که ازشان جز شمشیر پدربزرگ هیچ نشانی نمانده‌است. مرد باز ناپدید می‌شود. تارا هنگامِ جزر دریا شمشیر را می‌یابد و آن را به مرد تاریخی می‌دهد؛ اما او که عاشق تارا شده‌است قادر نیست به دنیای خود بازگردد. در این اثنا خواهر شوهر تارا (طاووس زارعی) او را برای برادر دیگرش به نام آشوب (سیامک اطلسی) می‌خواهد که تارا نمی‌پذیرد. تارا از مرد تاریخی می‌خواهد که سد راهش نباشد. آشوب فرزندان تارا را می‌رباید، و تارا او را متهم می‌کند که برای رسیدن به وی برادرش را کشته‌است. آشوب دام‌گاه خود را ویران می‌کند و از آبادی می‌کوچد. تارا سراغ مرد تاریخی می‌رود و او را متهم می‌کند که همهٔ داستان‌هایش دروغ است و تبار و قبیله‌ای در کار نیست. در این موقع سپاهی عظیم از دریا، به شهادت، سر برمی‌آورد و مرد تاریخی از شرم به دل جنگل پناه می‌برد. تارا به او قول می‌دهد که فرزندانش را به قلیچ خواهد سپرد و همراه او خواهد آمد. مرد تاریخی با اسب زخمیش به دریا می‌زند و تارا با شمشیر به موج‌های دریا حمله می‌کند تا پسش بگیرد؛ اما امواج دریا تارا را عقب می‌نشاند.

## فیلم‌نامه
بیضایی فیلم‌نامهٔ چریکه‌‌ی تارا را سالِ ۱۳۵۴ با مشورتِ پروانه معصومی نوشت. نامش را در بهارِ ۱۳۵۷ «تارا، زن ناشناس» گفته‌اند. این فیلم‌نامه به صورتِ مکتوب منتشر نشده است. جلال ستّاری، که مسئولِ «مشاوره و تصمیم‌گیری درباره فیلم‌نامه‌ها» بود، گفته: «من «چریکه تارا» را که خواندم گفتم این فیلم‌نامه باید ساخته شود. خوشبختانه موافقت شد و «چریکه تارا» تولید شد.»

## ساخت
فیلم‌برداری در مردادِ ۱۳۵۷ در کنارهٔ دریای خزر آغاز شد. واروژ کریم مسیحی دستیارِ بیضایی بود.

## نمایش
چریکه‌ی تارا، جز سه بار در بخشِ «نوعی نگاه» ِ جشنوارهٔ فیلمِ کنِ ۱۹۸۰ و یکی دو بار در جشنوارهٔ سن‌سباستین، نمایشِ عمومیِ متعارفی نداشت؛ تا ۱ ژوئیهٔ ۲۰۲۳ میلادی که نسخه‌ای ترمیم‌شده از این فیلم در جشنوارهٔ سینما ریترواتوی بولونیا به نمایش درآمد و بیضایی نوشتهٔ کوتاهی به این مناسبت منتشر کرد.

## نقد و نظر
به نظرِ جلال ستّاری چریکه‌ی تارا از «نمونه‌های موفق . . . تفکری اصیل یا بسط و تفسیر اندیشه‌مندانهٔ مضمونی تاریخی یا افسانه‌ای» است.

## سازندگان

### بازیگران
. . . جا دارد که علاقمندان سینما، مورخان و جامعه‌شناسان، فیلم چریکه تارا را به کرات ببینند، با این امید که شاید این فیلم بر سرشت حقیقی یکی از معمایی‌ترین ملت‌ها پرتوی بیفکند.

هژیر داریوش، ۱۹۸۱ میلادی

به عقیدهٔ من که سینمای واقعی است. یعنی چیزی که ادبیات به زور می‌تواند از پسش برآید.

احمد شاملو، اواخرِ ۱۳۶۶
| بازیگر           | نقش         |
| ---------------- | ----------- |
| سوسن تسلیمی      | تارا        |
| منوچهر فرید      | مرد تاریخی  |
| رضا بابک         | قلیچ        |
| سیامک اطلسی      | آشوب        |
| مهین دیهیم       | زن همسایه   |
| محمّدقاسم پورستّار | همسایه      |
| سامی تحصّنی       | همسایه      |
| رضا فیّاضی        | همسایه      |
| سیروس حسن‌پور     | پسرک ساده‌دل |

### عوامل
- اسحاق خانزادی . . . میکس

## جایزه‌ها
- جایزهٔ بهترین فیلمِ جشنوارهٔ بین‌المللیِ فیلمِ وایادولید
- برندهٔ بهترین بازیگرِ زن از جشنوارهٔ سن سباستین